# Дейв Волтерс
Дейв Волтерс  (англ. Dave Walters; 27 вересня 1987) — американський плавець, олімпієць.

## Виступи на Олімпіадах
| Олімпіада  | Дисципліна                      | Місце                 |
| ---------- | ------------------------------- | --------------------- |
| Пекін 2008 | естафета 4 × 200 вільним стилем | 1 (попередні запливи) |